# Église Sainte-Catherine de Thessalonique
Pour les articles homonymes, voir église Sainte-Catherine.
L'église Sainte-Catherine (en grec moderne : Αγία Αικατερίνη / Agía Ekateríni) est une église byzantine de la fin du XIIIe siècle située à Thessalonique, en Grèce. Elle est située dans la partie nord-ouest de la ville haute, non loin des remparts byzantins et fait partie du patrimoine mondial de l'UNESCO depuis 1988 au sein du bien intitulé « Monuments paléochrétiens et byzantins de Thessalonique ».

## Histoire
Les premiers temps de l'édifice sont largement inconnus. À l'origine, le monument est vraisemblablement l'église principale du monastère du Christ pantocrator. Sous le sultan ottoman Bayezid II, l'église a été transformée en mosquée (Yakub Paşa Camii). Une restauration a eu lieu de 1947 à 1951.

## Architecture
L'église présente un plan à croix inscrite avec un dôme central sur quatre colonnes et un tambour à sept côtés et quatre dômes secondaires sur les coins des bas-côtés à trois côtés. Contrairement à l'église des Saints-Apôtres, le vestibule extérieur est manquant. L'église est un exemple précoce « de la forme extérieure des églises byzantines, qui est sculptée par de nombreux dômes ». L'extérieur est richement décoré de briques.
La décoration de la fresque, qui est datée d'environ 1315, a été conservée en fragments. Sont représentés les Pères de l'Église, la communion des apôtres, les prophètes, les anges, les miracles du Christ ainsi que les saints Étienne le Jeune, Onuphre, Daniel le Stylite et Jean Colobos. Le Christ pantocrator de la coupole est lui détruit.